# Tokushima Vortis
Il Tokushima Vortis è una società calcistica giapponese con sede nella città di Tokushima. Dalla stagione 2022 milita in J2 League.

## Storia
Fondata nel 1955, soltanto nel 1997 acquisisce il nome di Vortis, derivante dalla parola italiana vortice in riferimento al famoso vortice di Naruto.

## Palmarès

### Competizioni nazionali
- J2 League: 1

2020
- Campionati di seconda divisione: 2

2003, 2004

## Organico

### Rosa 2024
Rosa e numerazione aggiornate al 29 agosto 2024.
| N. |                     | Ruolo | Calciatore          |
| -- | ------------------- | ----- | ------------------- |
| 1  | Spagna (bandiera)   | P     | José Aurelio Suárez |
| 2  | Giappone (bandiera) | D     | Taiki Tamukai       |
| 3  | Giappone (bandiera) | D     | Ryōga Ishio         |
| 4  | Brasile (bandiera)  | D     | Kaique Mafaldo      |
| 5  | Giappone (bandiera) | D     | Kōdai Mori          |
| 6  | Giappone (bandiera) | D     | Kōhei Uchida        |
| 7  | Brasile (bandiera)  | A     | Tiago Alves         |
| 8  | Giappone (bandiera) | A     | Yōichirō Kakitani   |
| 9  | Giappone (bandiera) | A     | Noah Kenshin Browne |
| 10 | Giappone (bandiera) | C     | Tarō Sugimoto       |
| 11 | Giappone (bandiera) | C     | Kōki Sugimori       |
| 13 | Giappone (bandiera) | A     | Taiyō Nishino       |
| 16 | Giappone (bandiera) | A     | Daiki Watari        |
| 17 | Giappone (bandiera) | A     | Sōya Takada         |
| 18 | Brasile (bandiera)  | D     | Elsinho             |
| 19 | Giappone (bandiera) | C     | Ken Iwao            |
| 20 | Giappone (bandiera) | C     | Shunto Kodama       |
| 21 | Giappone (bandiera) | P     | Hayate Tanaka       |

| N. |                     | Ruolo | Calciatore              |
| -- | ------------------- | ----- | ----------------------- |
| 22 | Giappone (bandiera) | D     | Kō Yanagisawa           |
| 23 | Giappone (bandiera) | C     | Yū Takada               |
| 25 | Giappone (bandiera) | A     | Wadi Ibrahim Suzuki     |
| 26 | Giappone (bandiera) | D     | Hayato Aoki             |
| 28 | Giappone (bandiera) | C     | Naoki Kanuma            |
| 29 | Giappone (bandiera) | P     | Daiki Mitsui            |
| 30 | Giappone (bandiera) | A     | Kiyoshirō Tsuboi        |
| 31 | Giappone (bandiera) | P     | Tōru Hasegawa           |
| 41 | Giappone (bandiera) | A     | Yūhi Murakami           |
| 44 | Giappone (bandiera) | D     | Tatsuya Yamaguchi       |
| 54 | Giappone (bandiera) | C     | Ryōta Nagaki (capitano) |
| 77 | Brasile (bandiera)  | C     | Thales Paula            |
| 81 | Giappone (bandiera) | C     | Yūsei Ōnoe              |
| 82 | Giappone (bandiera) | D     | Ayato Takeda            |
| 83 | Giappone (bandiera) | C     | Muku Fukuta             |
| 84 | Giappone (bandiera) | D     | Teppei Masui            |
| 88 | Giappone (bandiera) | C     | Masaki Watai            |

### Staff tecnico
Staff tecnico aggiornato al 14 febbraio 2024.
- Tatsuma Yoshida - Allenatore
- Kōsaku Masuda - Viceallenatore
- Masaya Yamaguchi - Collaboratore tecnico
- Tsuyoshi Furukawa - Collaboratore tecnico
- Masahiko Nakagawa - Preparatore portieri
- Akira Nakajima - Analista
- Wellington - Preparatore fisico
- Atsushi Hase - Conditioning coach